# يوهان كريستيان شتارك
يوهان كريستيان شتارك (بالألمانية: Johann Christian Stark der Ältere)‏ هو طبيب توليد ‏ ألماني، ولد في 13 يناير 1753 في Oßmannstedt ‏ في ألمانيا، وتوفي في 11 يناير 1811 في ينا في ألمانيا.